# Tournoi de tennis de Delray Beach
Le tournoi de Delray Beach est un tournoi de tennis du circuit ATP disputé à Delray Beach, dans l’État de Floride. Il est organisé depuis 1993 et est joué sur terre battue (Har-Tru) jusqu'en 1999 et sur surface dure depuis.
Auparavant, deux tournois du World Championship Tennis ont été joués en 1982 et 1983 sur terre battue. Lors de l'édition 1983, Bill Scanlon réussit l'exploit de réaliser un set d'or, c'est-à-dire gagner un set en remportant 24 points consécutifs sans en perdre un seul. Son adversaire était le Brésilien Marcos Hocevar, pourtant 30e mondial.
À noter également que la première édition du Masters de Miami en 1985 a été jouée à Delray Beach.
Plusieurs joueurs se sont imposés à deux reprises en simple : Jason Stoltenberg, Jan-Michael Gambill, Xavier Malisse, Ernests Gulbis et Taylor Fritz. À noter que Malisse a atteint cinq fois la finale en simple et a remporté une fois le titre en double, la même année que son dernier titre en simple. En double, les joueurs qui se sont le plus souvent imposés sont les frères Bob et Mike Bryan qui ont remporté six fois le tournoi.

## Palmarès

### Simple
| No | Date       | Nom et lieu du tournoi                                        | Catégorie      | Dotation       | Surface        | Vainqueur             | Finaliste                   | Score              |                |
| -- | ---------- | ------------------------------------------------------------- | -------------- | -------------- | -------------- | --------------------- | --------------------------- | ------------------ | -------------- |
| 1  | 25-01-1982 | Gold Coast Cup, Delray Beach                                  |                | 300 000 $      | Terre (ext.)   | Ivan Lendl            | Peter McNamara              | 6-4, 4-6, 6-4, 7-5 |                |
| 2  | 21-02-1983 | Gold Coast Cup, Delray Beach                                  |                | 300 000 $      | Terre (ext.)   | Guillermo Vilas       | Pavel Složil                | 6-1, 6-4, 6-0      |                |
|    | 1984-1992  | Pas de tournoi                                                | Pas de tournoi | Pas de tournoi | Pas de tournoi | Pas de tournoi        | Pas de tournoi              | Pas de tournoi     | Pas de tournoi |
| 3  | 10-05-1993 | America's Red Clay Tennis Championship, Coral Springs         | World Series   | 200 000 $      | Terre (ext.)   | Todd Martin           | David Wheaton               | 6-3, 6-4           |                |
| 4  | 09-05-1994 | America's Red Clay Tennis Championship, Coral Springs         | World Series   | 215 000 $      | Terre (ext.)   | Luiz Mattar           | Jamie Morgan                | 6-4, 3-6, 6-3      |                |
| 5  | 15-05-1995 | America's Red Clay Tennis Championship, Coral Springs         | World Series   | 230 000 $      | Terre (ext.)   | Todd Woodbridge       | Greg Rusedski               | 6-4, 6-2           |                |
| 6  | 13-05-1996 | America's Red Clay Tennis Championship, Coral Springs         | World Series   | 245 000 $      | Terre (ext.)   | Jason Stoltenberg     | Chris Woodruff              | 7-6, 2-6, 7-5      |                |
| 7  | 05-05-1997 | America's Red Clay Tennis Championship, Coral Springs         | World Series   | 245 000 $      | Terre (ext.)   | Jason Stoltenberg     | Jonas Björkman              | 6-0, 2-6, 7-5      |                |
| 8  | 04-05-1998 | America's Red Clay Tennis Championship, Coral Springs         | Int' Series    | 245 000 $      | Terre (ext.)   | Andrew Ilie           | Davide Sanguinetti          | 7-5, 6-4           |                |
| 9  | 03-05-1999 | Citrix Tennis Championships, Delray Beach                     | Int' Series    | 245 000 $      | Terre (ext.)   | Lleyton Hewitt        | Xavier Malisse              | 6-4, 62-7, 6-1     |                |
| 10 | 28-02-2000 | Citrix Tennis Championships, Delray Beach                     | Int' Series    | 325 000 $      | Dur (ext.)     | Stefan Koubek         | Alex Calatrava              | 6-1, 4-6, 6-4      | Tableau        |
| 11 | 05-03-2001 | Citrix Tennis Championships, Delray Beach                     | Int' Series    | 325 000 $      | Dur (ext.)     | Jan-Michael Gambill   | Xavier Malisse              | 7-5, 6-4           | Tableau        |
| 12 | 04-03-2002 | International Tennis Championships Delray Beach, Delray Beach | Int' Series    | 375 000 $      | Dur (ext.)     | Davide Sanguinetti    | Andy Roddick                | 6-4, 4-6, 6-4      | Tableau        |
| 13 | 03-03-2003 | International Tennis Championships Delray Beach, Delray Beach | Int' Series    | 355 000 $      | Dur (ext.)     | Jan-Michael Gambill   | Mardy Fish                  | 6-0, 7-65          | Tableau        |
| 14 | 13-09-2004 | Millennium International Tennis Championships, Delray Beach   | Int' Series    | 355 000 $      | Dur (ext.)     | Ricardo Mello         | Vincent Spadea              | 7-62, 6-3          | Tableau        |
| 15 | 31-01-2005 | Millennium Tennis Championships, Delray Beach                 | Int' Series    | 355 000 $      | Dur (ext.)     | Xavier Malisse        | Jiří Novák                  | 7-66, 6-2          | Tableau        |
| 16 | 30-01-2006 | Delray Beach International Tennis Championships, Delray Beach | Int' Series    | 355 000 $      | Dur (ext.)     | Tommy Haas            | Xavier Malisse              | 6-3, 3-6, 7-65     | Tableau        |
| 17 | 29-01-2007 | Delray Beach International Tennis Championships, Delray Beach | Int' Series    | 391 000 $      | Dur (ext.)     | Xavier Malisse        | James Blake                 | 5-7, 6-4, 6-4      | Tableau        |
| 18 | 11-02-2008 | Delray Beach International Tennis Championships, Delray Beach | Int' Series    | 411 000 $      | Dur (ext.)     | Kei Nishikori         | James Blake                 | 3-6, 6-1, 6-4      | Tableau        |
| 19 | 23-02-2009 | Delray Beach International Tennis Championships, Delray Beach | ATP 250        | 442 500 $      | Dur (ext.)     | Mardy Fish            | Evgeny Korolev              | 7-5, 6-3           | Tableau        |
| 20 | 22-02-2010 | Delray Beach International Tennis Championships, Delray Beach | ATP 250        | 442 500 $      | Dur (ext.)     | Ernests Gulbis        | Ivo Karlović                | 6-2, 6-3           | Tableau        |
| 21 | 21-02-2011 | Delray Beach International Tennis Championships, Delray Beach | ATP 250        | 442 500 $      | Dur (ext.)     | Juan Martín del Potro | Janko Tipsarević            | 6-4, 6-4           | Tableau        |
| 22 | 27-02-2012 | Delray Beach International Tennis Championships, Delray Beach | ATP 250        | 442 500 $      | Dur (ext.)     | Kevin Anderson        | Marinko Matosevic           | 6-4, 7-62          | Tableau        |
| 23 | 25-02-2013 | Delray Beach International Tennis Championships, Delray Beach | ATP 250        | 455 775 $      | Dur (ext.)     | Ernests Gulbis        | Édouard Roger-Vasselin      | 7-63, 6-3          | Tableau        |
| 24 | 17-02-2014 | Delray Beach Open by The Venetian Las Vegas, Delray Beach     | ATP 250        | 474 005 $      | Dur (ext.)     | Marin Čilić           | Kevin Anderson              | 7-66, 67-7, 6-4    | Tableau        |
| 25 | 16-02-2015 | Delray Beach Open by The Venetian Las Vegas, Delray Beach     | ATP 250        | 488 225 $      | Dur (ext.)     | Ivo Karlović          | Donald Young                | 6-3, 6-3           | Tableau        |
| 26 | 15-02-2016 | Delray Beach Open, Delray Beach                               | ATP 250        | 514 065 $      | Dur (ext.)     | Sam Querrey           | Rajeev Ram                  | 6-4, 7-66          | Tableau        |
| 27 | 20-02-2017 | Delray Beach Open, Delray Beach                               | ATP 250        | 534 625 $      | Dur (ext.)     | Jack Sock             | Milos Raonic                | Forfait            | Tableau        |
| 28 | 19-02-2018 | Delray Beach Open, Delray Beach                               | ATP 250        | 556 010 $      | Dur (ext.)     | Frances Tiafoe        | Peter Gojowczyk             | 6-1, 6-4           | Tableau        |
| 29 | 18-02-2019 | Delray Beach Open by VITACOST.com, Delray Beach               | ATP 250        | 582 550 $      | Dur (ext.)     | Radu Albot            | Daniel Evans                | 3-6, 6-3, 7-67     | Tableau        |
| 30 | 17-02-2020 | Delray Beach Open by VITACOST.com, Delray Beach               | ATP 250        | 602 935 $      | Dur (ext.)     | Reilly Opelka         | Yoshihito Nishioka          | 7-5, 64-7, 6-2     | Tableau        |
| 31 | 07-01-2021 | Delray Beach Open by VITACOST.com, Delray Beach               | ATP 250        | 349 530 $      | Dur (ext.)     | Hubert Hurkacz        | Sebastian Korda             | 6-3, 6-3           | Tableau        |
| 32 | 20-02-2022 | Delray Beach Open by VITACOST.com, Delray Beach               | ATP 250        | 593 895 $      | Dur (ext.)     | Cameron Norrie        | Reilly Opelka               | 7-61, 7-64         | Tableau        |
| 33 | 13-02-2023 | Delray Beach Open, Delray Beach                               | ATP 250        | 642 735 $      | Dur (ext.)     | Taylor Fritz          | Miomir Kecmanović           | 6-0, 5-7, 6-2      | Tableau        |
| 34 | 12-02-2024 | Delray Beach Open, Delray Beach                               | ATP 250        | 661 585 $      | Dur (ext.)     | Taylor Fritz          | Tommy Paul                  | 6-2, 6-3           | Tableau        |
| 35 | 10-02-2025 | Delray Beach Open, Delray Beach                               | ATP 250        | 680 140 $      | Dur (ext.)     | Miomir Kecmanović     | Alejandro Davidovich Fokina | 3-6, 6-1, 7-5      | Tableau        |

### Double
| No | Date       | Nom et lieu du tournoi                                        | Catégorie      | Dotation       | Surface        | Vainqueurs                          | Finalistes                                | Score              |                |
| -- | ---------- | ------------------------------------------------------------- | -------------- | -------------- | -------------- | ----------------------------------- | ----------------------------------------- | ------------------ | -------------- |
| 1  | 25-01-1982 | Gold Coast Cup, Delray Beach                                  |                | 300 000 $      | Terre (ext.)   | Mel Purcell Eliot Teltscher         | Tomáš Šmíd Balázs Taróczy                 | 6-4, 7-6           |                |
| 2  | 21-02-1983 | Gold Coast Cup, Delray Beach                                  |                | 300 000 $      | Terre (ext.)   | Pavel Složil Tomáš Šmíd             | Anand Amritraj Johan Kriek                | 7-6, 6-4           |                |
|    | 1984-1992  | Pas de tournoi                                                | Pas de tournoi | Pas de tournoi | Pas de tournoi | Pas de tournoi                      | Pas de tournoi                            | Pas de tournoi     | Pas de tournoi |
| 3  | 10-05-1993 | America's Red Clay Tennis Championship, Coral Springs         | World Series   | 200 000 $      | Terre (ext.)   | Patrick McEnroe Jonathan Stark      | Paul Annacone Doug Flach                  | 6-4, 6-3           |                |
| 4  | 09-05-1994 | America's Red Clay Tennis Championship, Coral Springs         | World Series   | 215 000 $      | Terre (ext.)   | Lan Bale Brett Steven               | Ken Flach Stéphane Simian                 | 6-3, 7-5           |                |
| 5  | 15-05-1995 | America's Red Clay Tennis Championship, Coral Springs         | World Series   | 230 000 $      | Terre (ext.)   | Todd Woodbridge Mark Woodforde      | Sergio Casal Emilio Sánchez               | 6-3, 6-1           |                |
| 6  | 13-05-1996 | America's Red Clay Tennis Championship, Coral Springs         | World Series   | 245 000 $      | Terre (ext.)   | Todd Woodbridge Mark Woodforde      | Ivan Baron Brett Hansen-Dent              | 6-3, 6-3           |                |
| 7  | 05-05-1997 | America's Red Clay Tennis Championship, Coral Springs         | World Series   | 245 000 $      | Terre (ext.)   | Dave Randall Greg Van Emburgh       | Luke Jensen Murphy Jensen                 | 6-7, 6-2, 7-6      |                |
| 8  | 04-05-1998 | America's Red Clay Tennis Championship, Coral Springs         | Int' Series    | 245 000 $      | Terre (ext.)   | Grant Stafford Kevin Ullyett        | Mark Merklein Vincent Spadea              | 7-5, 6-4           |                |
| 9  | 03-05-1999 | Citrix Tennis Championships, Delray Beach                     | Int' Series    | 245 000 $      | Terre (ext.)   | Max Mirnyi Nenad Zimonjić           | Doug Flach Brian MacPhie                  | 7-63, 3-6, 6-3     |                |
| 10 | 28-02-2000 | Citrix Tennis Championships, Delray Beach                     | Int' Series    | 325 000 $      | Dur (ext.)     | Brian MacPhie Nenad Zimonjić        | Joshua Eagle Andrew Florent               | 7-5, 6-4           | Tableau        |
| 11 | 05-03-2001 | Citrix Tennis Championships, Delray Beach                     | Int' Series    | 325 000 $      | Dur (ext.)     | Jan-Michael Gambill Andy Roddick    | Thomas Shimada Myles Wakefield            | 6-3, 6-4           | Tableau        |
| 12 | 04-03-2002 | International Tennis Championships Delray Beach, Delray Beach | Int' Series    | 375 000 $      | Dur (ext.)     | Martin Damm Cyril Suk               | David Adams Ben Ellwood                   | 6-4, 65-7, [10-5]  | Tableau        |
| 13 | 03-03-2003 | International Tennis Championships Delray Beach, Delray Beach | Int' Series    | 355 000 $      | Dur (ext.)     | Leander Paes Nenad Zimonjić         | Raemon Sluiter Martin Verkerk             | 7-5, 3-6, 7-5      | Tableau        |
| 14 | 13-09-2004 | Millennium International Tennis Championships, Delray Beach   | Int' Series    | 355 000 $      | Dur (ext.)     | Leander Paes Radek Štěpánek         | Gastón Etlis Martín Rodríguez             | 6-0, 6-3           | Tableau        |
| 15 | 31-01-2005 | Millennium Tennis Championships, Delray Beach                 | Int' Series    | 355 000 $      | Dur (ext.)     | Simon Aspelin Todd Perry            | Jordan Kerr Jim Thomas                    | 6-3, 6-3           | Tableau        |
| 16 | 30-01-2006 | Delray Beach International Tennis Championships, Delray Beach | Int' Series    | 355 000 $      | Dur (ext.)     | Mark Knowles Daniel Nestor          | Chris Haggard Wesley Moodie               | 6-2, 6-3           | Tableau        |
| 17 | 29-01-2007 | Delray Beach International Tennis Championships, Delray Beach | Int' Series    | 391 000 $      | Dur (ext.)     | Xavier Malisse Hugo Armando         | James Auckland Stephen Huss               | 6-3, 64-7, [10-5]  | Tableau        |
| 18 | 11-02-2008 | Delray Beach International Tennis Championships, Delray Beach | Int' Series    | 411 000 $      | Dur (ext.)     | Max Mirnyi Jamie Murray             | Bob Bryan Mike Bryan                      | 6-4, 3-6, [10-6]   | Tableau        |
| 19 | 23-02-2009 | Delray Beach International Tennis Championships, Delray Beach | ATP 250        | 442 500 $      | Dur (ext.)     | Bob Bryan Mike Bryan                | Marcelo Melo André Sá                     | 6-4, 6-4           | Tableau        |
| 20 | 22-02-2010 | Delray Beach International Tennis Championships, Delray Beach | ATP 250        | 442 500 $      | Dur (ext.)     | Bob Bryan Mike Bryan                | Philipp Marx Igor Zelenay                 | 6-4, 7-63          | Tableau        |
| 21 | 21-02-2011 | Delray Beach International Tennis Championships, Delray Beach | ATP 250        | 442 500 $      | Dur (ext.)     | Scott Lipsky Rajeev Ram             | Christopher Kas Alexander Peya            | 4-6, 6-4, [10-3]   | Tableau        |
| 22 | 27-02-2012 | Delray Beach International Tennis Championships, Delray Beach | ATP 250        | 442 500 $      | Dur (ext.)     | Colin Fleming Ross Hutchins         | Michal Mertiňák André Sá                  | 6-4, 7-63          | Tableau        |
| 23 | 25-02-2013 | Delray Beach International Tennis Championships, Delray Beach | ATP 250        | 455 775 $      | Dur (ext.)     | James Blake Jack Sock               | Max Mirnyi Horia Tecău                    | 6-4, 6-4           | Tableau        |
| 24 | 17-02-2014 | Delray Beach Open by The Venetian Las Vegas, Delray Beach     | ATP 250        | 474 005 $      | Dur (ext.)     | Bob Bryan Mike Bryan                | František Čermák Mikhail Elgin            | 6-2, 6-3           | Tableau        |
| 25 | 16-02-2015 | Delray Beach Open by The Venetian Las Vegas, Delray Beach     | ATP 250        | 488 225 $      | Dur (ext.)     | Bob Bryan Mike Bryan                | Raven Klaasen Leander Paes                | 6-3, 3-6, [10-6]   | Tableau        |
| 26 | 15-02-2016 | Delray Beach Open, Delray Beach                               | ATP 250        | 514 065 $      | Dur (ext.)     | Oliver Marach Fabrice Martin        | Bob Bryan Mike Bryan                      | 3-6, 7-67, [13-11] | Tableau        |
| 27 | 20-02-2017 | Delray Beach Open, Delray Beach                               | ATP 250        | 534 625 $      | Dur (ext.)     | Raven Klaasen Rajeev Ram            | Treat Conrad Huey Max Mirnyi              | 7-5, 7-5           | Tableau        |
| 28 | 19-02-2018 | Delray Beach Open, Delray Beach                               | ATP 250        | 556 010 $      | Dur (ext.)     | Jack Sock Jackson Withrow           | Nicholas Monroe John-Patrick Smith        | 4-6, 6-4, [10-8]   | Tableau        |
| 29 | 18-02-2019 | Delray Beach Open by VITACOST.com, Delray Beach               | ATP 250        | 582 550 $      | Dur (ext.)     | Bob Bryan Mike Bryan                | Ken Skupski Neal Skupski                  | 7-65, 6-4          | Tableau        |
| 30 | 17-02-2020 | Delray Beach Open by VITACOST.com, Delray Beach               | ATP 250        | 602 935 $      | Dur (ext.)     | Bob Bryan Mike Bryan                | Luke Bambridge Ben McLachlan              | 3-6, 7-5, [10-5]   | Tableau        |
| 31 | 07-01-2021 | Delray Beach Open by VITACOST.com, Delray Beach               | ATP 250        | 349 530 $      | Dur (ext.)     | Ariel Behar Gonzalo Escobar         | Christian Harrison Ryan Harrison          | 65-7, 7-64, [10-4] | Tableau        |
| 32 | 20-02-2022 | Delray Beach Open by VITACOST.com, Delray Beach               | ATP 250        | 593 895 $      | Dur (ext.)     | Marcelo Arévalo Jean-Julien Rojer   | Aleksandr Nedovyesov Aisam-Ul-Haq Qureshi | 6-2,65-7}, [10-4]  | Tableau        |
| 33 | 13-02-2023 | Delray Beach Open, Delray Beach                               | ATP 250        | 642 735 $      | Dur (ext.)     | Marcelo Arévalo Jean-Julien Rojer   | Rinky Hijikata Reese Stalder              | 6-3, 6-4           | Tableau        |
| 34 | 12-02-2024 | Delray Beach Open, Delray Beach                               | ATP 250        | 661 585 $      | Dur (ext.)     | Julian Cash Robert Galloway         | Santiago González Neal Skupski            | 5-7, 7-5, [10-2]   | Tableau        |
| 35 | 10-02-2025 | Delray Beach Open, Delray Beach                               | ATP 250        | 680 140 $      | Dur (ext.)     | Miomir Kecmanović Brandon Nakashima | Christian Harrison Evan King              | 7-63, 1-6, [10-3]  | Tableau        |